# Željko Šakić
Željko Šakić (Zagreb, 14 de abril de 1988) é um basquetebolista profissional croata, atualmente joga no Cibona Zagreb.